# Kurtzmanomyces tardus
Kurtzmanomyces tardus är en svampart som beskrevs av Gim.-Jurado & Uden 1990. Kurtzmanomyces tardus ingår i släktet Kurtzmanomyces och familjen Chionosphaeraceae.   Inga underarter finns listade i Catalogue of Life.